# 2013 GW136
2013 GW136, também escrito como 2013 GW136, é um objeto transnetuniano que está localizado no Cinturão de Kuiper, uma região do Sistema Solar. Este corpo celeste é classificado como um twotino, pois, o mesmo está em uma ressonância orbital de 1:2 com o planeta Netuno. Ele possui uma magnitude absoluta de 7,6 e tem um diâmetro estimado de 133 km.

## Descoberta
2013 GW136 foi descoberto no dia 9 de abril de 2013 pelo Outer Solar System Origins Survey.

## Órbita
A órbita de 2013 GW136 tem uma excentricidade de 0,348 e possui um semieixo maior de 48,082 UA. O seu periélio leva o mesmo a uma distância de 31,359 UA em relação ao Sol e seu afélio a 64,804 UA.